# Skorpions Varese 1986
Questa voce raccoglie le informazioni riguardanti gli Skorpions Varese nelle competizioni ufficiali della stagione 1986. Lo sponsor principale è Bosco Alfa Romeo.

## Roster
| Roster degli Skorpions Varese (1986) |
| --- |
| Quarterback - 8 Federico Turchi QB/RB - 14 Attilio Giordano - -- ? McMurrayn Running Back - 25 Dario Magoga - 33 Antonio Lazzarelli - -- John Houston - -- ? Moore Wide Receiver - 82 Sergio Angelini WR/CB - 84 Giovanni Crosta - 88 ? King WR/RB - -- ? Bulciaghi Tight End - 44 Giorgio Nardi TE/RB - 80 Fulvio Rusconi TE/K Offensive Linemen - 46 Benito Melis RB/OL - 50 Federico Grizzetti C - 60 Attilio Castiglioni C/LB - 62 Bruno Gobbo OG - 69 Stefano Gorini OG/LB - 74 Cesare Carena OT/LB - 77 ? Malio OG - 78 Davide Naressi Defensive Linemen - 43 Giuseppe Russo DE/RB - 53 Paolo Cermesoni DT/OT - 66 Fabio Franzini DE/OT - 68 Alessio Marinoni DT/OT - -- Barel ? DT Linebacker - 23 Ulisse Garagnani - 29 ? Bini - 55 Luigi Raffaele - 56 Harold Franklyn - 58 Tiziano Chiurato - 59 Benito Russo LB/K Defensive Back - 12 Marco Tabarelli CB/QB - 17 ? Di Mattia CB - 54 Stefano Bragato SS Special Team |

## Campionato Serie A AIFA 1986

### Regular season

#### Andata
| Varese 16 marzo 1986 1ª giornata | Bosco Alfa Romeo Skorpions Varese | 7 – 14                                                                                | Chesterfield Seamen Milano | Stadio Franco Ossola, via Bolchini |
| \| \| \| \| \| Houston Q1 (TD) 2yd run Russo Q1 (pat) \| Marcatori \| Giovetti Q3 (TD) pass da Coppa Monetti Q3 (tpc) pass Stangalino Q4 (TD) pass da Coppa \| |                                   |                                                                                       |                            |                                    |
| |                                   |                                                                                       |                            |                                    |
| Houston Q1 (TD) 2yd run Russo Q1 (pat) | Marcatori                         | Giovetti Q3 (TD) pass da Coppa Monetti Q3 (tpc) pass Stangalino Q4 (TD) pass da Coppa |                            |                                    |

| Bologna 22 marzo 1986 2ª giornata | Stiassi Doves Bologna | 47 – 0 | Bosco Alfa Romeo Skorpions Varese | Campo Lunetta Gamberini, via degli Orti |
| \| \| \| \| \| Mambelli Q1 (TD) 27yd pass da Domenichini Cuppini Q1 (pat) Pearson Q1 (TD) 15yd run Cuppini Q1 (pat) Pearson Q2 (TD) 3yd run Cuppini Q2 (pat) Pearson Q2 (TD) 4yd run Cuppini Q2 (pat) Tonelli Q3 (TD) 20yd pass da Domenichini Mengoli Q4 (TD) 1yd run Cuppini Q4 (pat) Scaffidi Q4 (TD) run \| Marcatori \| \| |                       |        |                                   |                                         |
| |                       |        |                                   |                                         |
| Mambelli Q1 (TD) 27yd pass da Domenichini Cuppini Q1 (pat) Pearson Q1 (TD) 15yd run Cuppini Q1 (pat) Pearson Q2 (TD) 3yd run Cuppini Q2 (pat) Pearson Q2 (TD) 4yd run Cuppini Q2 (pat) Tonelli Q3 (TD) 20yd pass da Domenichini Mengoli Q4 (TD) 1yd run Cuppini Q4 (pat) Scaffidi Q4 (TD) run                                   | Marcatori             |        |                                   |                                         |

| Milano 31 marzo 1986 3ª giornata | Rams Milano | 6 – 17 | Bosco Alfa Romeo Skorpions Varese | Velodromo Maspes-Vigorelli, via Arona 9 |
| \| \| \| \| \| Seggio Q2 (TD) pass da Crosti \| Marcatori \| team Q1 (saf) Rusconi Q1 (TD) pass da Bulciaghi Russo Q2 (pat) Angelini Q4 (TD) 17yd run Bulciaghi Q4 (TD) rush \| |             | |                                   |                                         |
| |             | |                                   |                                         |
| Seggio Q2 (TD) pass da Crosti | Marcatori   | team Q1 (saf) Rusconi Q1 (TD) pass da Bulciaghi Russo Q2 (pat) Angelini Q4 (TD) 17yd run Bulciaghi Q4 (TD) rush |                                   |                                         |

| Maccagno 5 aprile 1986 4ª giornata | Bosco Alfa Romeo Skorpions Varese | 0 – 28 | Bonfiglioli Riduttori Warriors Bologna | Campo Comunale |
| \| \| \| \| \| \| Marcatori \| Williams Q1 (TD) 6yd run Fontana Q1 (pat) Williams Q3 (TD) 29yd run Fontana Q3 (pat) Mandreoli Q4 (TD) 2yd run Fontana Q4 (pat) Mandreoli Q4 (TD) 61yd run Fontana Q4 (pat) \| |                                   | |                                        |                |
| |                                   | |                                        |                |
| | Marcatori                         | Williams Q1 (TD) 6yd run Fontana Q1 (pat) Williams Q3 (TD) 29yd run Fontana Q3 (pat) Mandreoli Q4 (TD) 2yd run Fontana Q4 (pat) Mandreoli Q4 (TD) 61yd run Fontana Q4 (pat) |                                        |                |

| Magnago 12 aprile 1986 5ª giornata                      | Sergio Tacchini Vikings Legnano | 6 – 0 | Bosco Alfa Romeo Skorpions Varese | Campo Maria Ratti Micalizzi |
| \| \| \| \| \| Moss Q2 (TD) 10yd run \| Marcatori \| \| |                                 |       |                                   |                             |
|                                                         |                                 |       |                                   |                             |
| Moss Q2 (TD) 10yd run                                   | Marcatori                       |       |                                   |                             |

#### Ritorno
| Milano 26 aprile 1986 6ª giornata                                                      | Chesterfield Seamen Milano | 9 – 0 | Bosco Alfa Romeo Skorpions Varese | Velodromo Maspes-Vigorelli, via Arona 9 |
| \| \| \| \| \| Erba Q2 (TD) 1yd run Corso Q2 (pat) Giudici Q2 (saf) \| Marcatori \| \| |                            |       |                                   |                                         |
|                                                                                        |                            |       |                                   |                                         |
| Erba Q2 (TD) 1yd run Corso Q2 (pat) Giudici Q2 (saf)                                   | Marcatori                  |       |                                   |                                         |

| Varese 3 maggio 1986 7ª giornata | Bosco Alfa Romeo Skorpions Varese | 0 – 35 | Stiassi Doves Bologna | Stadio Franco Ossola, via Bolchini |
| \| \| \| \| \| \| Marcatori \| Porreca Q1 (TD) 10yd run Cuppini Q1 (pat) Mengoli Q2 (TD) 26yd run Cuppini Q2 (pat) Bortolotti Q2 (TD) 33yd pass da Domenichini Cuppini Q2 (pat) Porreca Q2 (TD) 67yd punt return Cuppini Q2 (pat) Donati Q4 (TD) pass da Castelvetri Cuppini Q4 (pat) \| |                                   | |                       |                                    |
| |                                   | |                       |                                    |
| | Marcatori                         | Porreca Q1 (TD) 10yd run Cuppini Q1 (pat) Mengoli Q2 (TD) 26yd run Cuppini Q2 (pat) Bortolotti Q2 (TD) 33yd pass da Domenichini Cuppini Q2 (pat) Porreca Q2 (TD) 67yd punt return Cuppini Q2 (pat) Donati Q4 (TD) pass da Castelvetri Cuppini Q4 (pat) |                       |                                    |

| Varese 11 maggio 1986 8ª giornata | Bosco Alfa Romeo Skorpions Varese | 8 – 12                                                       | Rams Milano | Stadio Franco Ossola, via Bolchini |
| \| \| \| \| \| Angelini Q3 (TD) 60yd run Angelini Q3 (tpc) rush \| Marcatori \| Zavanella Q2 (TD) 30yd pass da Crosti Hoffer Q2 (TD) 2yd run \| |                                   |                                                              |             |                                    |
| |                                   |                                                              |             |                                    |
| Angelini Q3 (TD) 60yd run Angelini Q3 (tpc) rush                                                                                                | Marcatori                         | Zavanella Q2 (TD) 30yd pass da Crosti Hoffer Q2 (TD) 2yd run |             |                                    |

| Bologna 17 maggio 1986 9ª giornata | Bonfiglioli Riduttori Warriors Bologna | 28 – 0 | Bosco Alfa Romeo Skorpions Varese | Campo Lunetta Gamberini, via degli Orti |
| \| \| \| \| \| Fantazzini Q1 (TD) 1yd run Fontana Q1 (pat) Mandreoli Q2 (TD) 9yd run Williams Q2 (TD) 10yd run Hargreaves Q2 (tpc) pass Mandreoli Q4 (TD) 9yd run Fontana Q4 (pat) \| Marcatori \| \| |                                        |        |                                   |                                         |
| |                                        |        |                                   |                                         |
| Fantazzini Q1 (TD) 1yd run Fontana Q1 (pat) Mandreoli Q2 (TD) 9yd run Williams Q2 (TD) 10yd run Hargreaves Q2 (tpc) pass Mandreoli Q4 (TD) 9yd run Fontana Q4 (pat)                                   | Marcatori                              |        |                                   |                                         |

| Varese 25 maggio 1986 10ª giornata                                         | Bosco Alfa Romeo Skorpions Varese | 6 – 6               | Sergio Tacchini Vikings Legnano | Stadio Franco Ossola, via Bolchini |
| \| \| \| \| \| Angelini Q2 (TD) run \| Marcatori \| Moss Q1 (TD) 50 run \| |                                   |                     |                                 |                                    |
|                                                                            |                                   |                     |                                 |                                    |
| Angelini Q2 (TD) run                                                       | Marcatori                         | Moss Q1 (TD) 50 run |                                 |                                    |

## Statistiche di squadra
| Competizione | %Vittorie | In casa | In casa | In casa | In casa | In casa | In casa | In trasferta | In trasferta | In trasferta | In trasferta | In trasferta | In trasferta | Totale | Totale | Totale | Totale | Totale | Totale |
| Competizione | %Vittorie | G       | V       | N       | P       | Pf      | Ps      | G            | V            | N            | P            | Pf           | Ps           | G      | V      | N      | P      | Pf     | Ps     |
| ------------ | --------- | ------- | ------- | ------- | ------- | ------- | ------- | ------------ | ------------ | ------------ | ------------ | ------------ | ------------ | ------ | ------ | ------ | ------ | ------ | ------ |
| Campionato   | .150      | 5       | 0       | 1       | 4       | 21      | 83      | 5            | 1            | 0            | 4            | 17           | 108          | 10     | 1      | 1      | 8      | 38     | 191    |
| Totale       | .150      | 5       | 0       | 1       | 4       | 21      | 83      | 5            | 1            | 0            | 4            | 17           | 108          | 10     | 1      | 1      | 8      | 38     | 191    |